# Comuna Lavrivka, raionul Vinnîțea, regiunea Vinnița
Lavrivka (în ucraineană Лаврівка) este o comună în raionul Vinnîțea, regiunea Vinnița, Ucraina, formată din satele Lavrivka (reședința) și Medvidka.

## Demografie
Componența lingvistică a satului Lavrivka
     Ucraineană (97,15%)
     Rusă (2,3%)
     Alte limbi (0,4%)
Conform recensământului din 2001, majoritatea populației satului Lavrivka era vorbitoare de ucraineană (97,15%), existând în minoritate și vorbitori de rusă (2,3%).